# Lodofoka grenlandzka
Lodofoka grenlandzka, foka grenlandzka, foka siodlasta (Pagophilus groenlandicus) – gatunek drapieżnego ssaka z rodziny fokowatych (Phocidae).

## Taksonomia
Gatunek po raz pierwszy zgodnie z zasadami nazewnictwa binominalnego opisał w 1777 roku niemiecki przyrodnik Johann Christian Polycarp Erxleben nadając mu nazwę Phoca groenlandica. Holotyp pochodził z Grenlandii i Nowej Fundlandii. Jedyny przedstawiciel rodzaju lodofoka (Pagophilus) który nazwał w 1844 roku angielski zoolog John Edward Gray. 
Chociaż rozpoznano podgatunek oceanicus rozmnażający się w Morzu Białym, bardziej powszechne jest odwoływanie się do odrębnych populacji lub stad na podstawie różnic morfologicznych, genetycznych i behawioralnych. Autorzy Illustrated Checklist of the Mammals of the World uznają ten gatunek za monotypowy. 

### Etymologia
- Pagophilus: gr. παγος pagos „mróz, lód”; φιλος philos „miłośnik”, od φιλεω phileō „kochać”[16].
- Pagophoca: gr. παγος pagos „mróz, lód”[17]; φωκη phōkē „foka”[18].
- groenlandicus: Grenlandia[19].

## Zasięg występowania
Lodofoka grenlandzka występuje w obszarach subarktycznych w północnym Oceanie Atlantyckim i Oceanie Arktycznym, od Cieśniny Davisa, Ziemi Baffina i północnej Zatoki Hudsona do Nowej Fundlandii i Zatoki Świętego Wawrzyńca (Kanada) i na wschód do Grenlandii, Islandii, północnej Norwegii, Morza Białego oraz mórz Barentsa i Karskiego (północna Rosja).

## Morfologia
Długość ciała około 160–170 cm; masa ciała około 120–135 kg. Noworodki osiągają długość około 85 cm i ciężar około 4 kg. Samce są nieco większe od samic. Przód głowy czarny, wierzch ciała pokryty jest szarym futrem z żółtawym odcieniem, spód jaśniejszy, bardziej srebrzysty. Na grzbiecie posiada ciemną plamę w kolorze ciemnobrązowym do czarnej. Plama w kształcie liry z końcami skierowanymi ku tylnej części ciała.

## Środowisko
Lodofoka prowadzi wędrowny tryb życia. Za pokarm służą jej skorupiaki planktonowe i ryby. Na wiosnę płynie ku północy na obfite w pokarm żerowiska, a zimą przemieszcza się na południe, na miejsca rozrodu. Wyróżnia się trzy populacje foki grenlandzkiej, każda z nich ma osobne strefy reprodukcji. Jedna rozmnaża się u wschodnich wybrzeży Grenlandii, druga u wschodnich wybrzeży Labradoru i zachodnich wybrzeży Nowej Fundlandii, a trzecia na Morzu Białym.
Rozród odbywa się na krze lub lodzie. Z początku młode są w biało umaszczonym futrze. Po okresie 4 tygodni zmieniają futerko i zaczynają samodzielnie odżywiać się w morzu. Swą dojrzałość osiągają dopiero po ok. 6-8 latach.

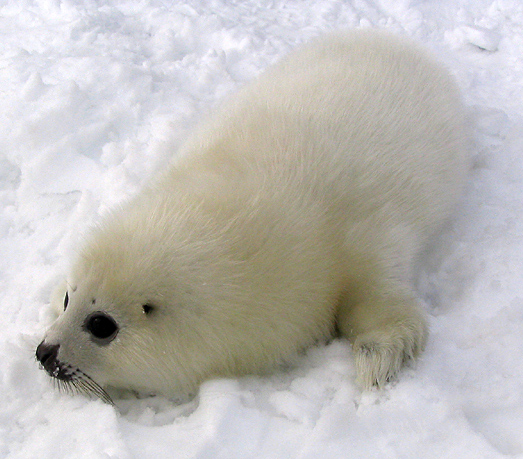
Młode foki grenlandzkiej

## Status zagrożenia i ochrona
W Czerwonej księdze gatunków zagrożonych Międzynarodowej Unii Ochrony Przyrody i Jej Zasobów został zaliczony do kategorii LC (ang. least concern „najmniejszej troski”). Foki od wieków stanowiły źródło cennego tłuszczu, mięsa i skór dla mieszkańców rejonów arktycznych. Jednak od 1750 roku lodofoki grenlandzkie zaczęto masowo zabijać w celach komercyjnych. Nowo narodzone foki ginęły z powodu cennego, pięknego, białego futra. W XIX w. zabijano rocznie 600 000 fok, w latach 70. XX w. w ciągu roku ginęło około 3 000 000 osobników. Aby powstrzymać tę rzeź, rząd Kanady wprowadził ograniczenia, pozwalając na upolowanie do 150 000 zwierząt rocznie. Dzięki wysiłkom dużych organizacji międzynarodowych zajmujących się ochroną przyrody i presji opinii publicznej w 1987 roku zamknięto wiele rynków zbytu na futra małych fok. W 1988 roku w Kanadzie wprowadzono zakaz polowania na młode zwierzęta. Dla wielu innych gatunków fok ustalono okresy ochronne.